# Episodi di Strepitose Parkers (quinta stagione)
La quinta stagione della serie televisiva Strepitose Parkers è stata trasmessa in anteprima negli Stati Uniti d'America dalla UPN tra il 15 settembre 2003 e il 10 maggio 2004.
| nº | Titolo originale                      | Titolo italiano | Prima TV USA      | Prima TV Italia |
| -- | ------------------------------------- | --------------- | ----------------- | --------------- |
| 1  | Til Death Do Us Part-And Make It Soon |                 | 15 settembre 2003 |                 |
| 2  | Squatter's Rights                     |                 | 22 settembre 2003 |                 |
| 3  | A Plot of View                        |                 | 29 settembre 2003 |                 |
| 4  | Mama, I'm Back                        |                 | 6 ottobre 2003    |                 |
| 5  | The Accidental Therapist              |                 | 13 ottobre 2003   |                 |
| 6  | The Mack Is Like Wo!                  |                 | 20 ottobre 2003   |                 |
| 7  | Kimmie Has Two Moms                   |                 | 3 novembre 2003   |                 |
| 8  | I Never Rapped for My Father          |                 | 10 novembre 2003  |                 |
| 9  | Foul Ball                             |                 | 17 novembre 2003  |                 |
| 10 | Cheaters Never Prosper                |                 | 24 novembre 2003  |                 |
| 11 | Out with the Old, in with the New     |                 | 15 dicembre 2003  |                 |
| 12 | School of Hard Knocks                 |                 | 12 gennaio 2004   |                 |
| 13 | Can Two Wrongs Make a Right?          |                 | 9 febbraio 2004   |                 |
| 14 | She's Positive                        |                 | 16 febbraio 2004  |                 |
| 15 | Judge Not a Book                      |                 | 23 febbraio 2004  |                 |
| 16 | Practice What You Preach              |                 | 1º marzo 2004     |                 |
| 17 | Could It Be You                       |                 | 26 aprile 2004    |                 |
| 18 | A Little Change Never Hurt Anybody    |                 | 3 maggio 2004     |                 |
| 19 | At Last                               |                 | 10 maggio 2004    |                 |